# Hanae Mori
Hanae Mori (森 英恵; Muikaichi, 8 gennaio 1926 – Tokyo, 11 agosto 2022) è stata una stilista giapponese, una delle due sole stiliste giapponesi ad avere presentato le loro collezioni sulle passerelle di Parigi e New York e la prima donna asiatica ad essere ammessa in Francia con la sua casa di design haute couture nella Federazione francese della couture.
Aveva adottato la leggerezza delle farfalle come suo emblema, tanto da essere chiamata "Madame Butterfly".

## Biografia
Mori era nata a Muikaichi, Shimane. Dopo essersi laureata alla Tokyo Women's Christian University, si era sposata e aveva frequentato la scuola di sartoria. Aprì il suo primo atelier, Hiyoshiya, nel 1951, e negli anni successivi disegnò costumi per centinaia di film.  Nel 1965 presentò la sua prima collezione a New York, "L'Oriente incontra l'Occidente". Dodici anni dopo, aprì uno showroom di haute couture a Parigi, e diventando nel 1977 membro della Chambre syndicale de la couture parisienne.
Mori disegnò tre divise consecutive per gli assistenti di volo della Japan Air Lines (JAL). La prima divisa era stata indossata dal 1967 al 1970;  la seconda, che suscitato scalpore presentando una minigonna, era stata indossata dal 1970 al 1977; la terza indossata dal 1977 al 1988.  Dal 1989 al 1996, Mori aveva assunto Dominique Sirop come stilista. Era diventata una grand couturier nel 1997. Nel 1992, Mori disegnò l'uniforme ufficiale per la delegazione giapponese alle Olimpiadi di Barcellona e, nel 1994, l'uniforme ufficiale per la delegazione giapponese alle Olimpiadi di Lillehammer. Sempre nel 1993, Masako, Principessa ereditaria del Giappone, indossò un abito bianco senza maniche disegnato da Mori per il suo matrimonio. Oltre a Masako, Mori ebbe tra i clienti Hillary Clinton, Nancy Reagan, Renata Tebaldi e la Principessa monegasca e attrice Grace Kelly.
Ad un certo punto l'azienda finì in difficoltà finanziarie e Mori decise nel gennaio 2002 di vendere le attività di abbigliamento prêt-à-porter e su licenza a un gruppo di investimento formato dalla società commerciale giapponese Mitsui & Co. e dal gruppo Rothschild in Gran Bretagna. Optando per la riabilitazione aziendale accelerata, la società chiese quindi protezione al tribunale distrettuale di Tokyo il 30 maggio 2002, poiché aveva ¥ 10.100.000.000 (US $ 81.000.000) di passività.
Mori ha annunciato il suo ritiro nel giugno 2004, affermando che avrebbe chiuso la sua casa di moda dopo la sfilata Haute Couture per l'autunno 2004 a Parigi. Ha tenuto la sua ultima sfilata di moda nel luglio dello stesso anno.

### Morte
Mori è morta nella sua casa di Tokyo l'11 agosto 2022, all'età di 96 anni.

## Vita privata
Era sposata con Ken Mori, un uomo d'affari tessile conosciuto nel 1946. Ken morì il 16 ottobre 1996 per un attacco cardiaco. Due i figli, Akira e Kei.

## Premi
Nel 1988, ha ricevuto una medaglia d'onore (Giappone) del Purple Ribbon dal governo del Giappone.  Nel 1989 Mori è stata insignita della Legion d'Onore francese dal presidente francese François Mitterrand. Nel 1996 Mori è stata insignita dell'Ordine della Cultura dall'Imperatore del Giappone.